# Izvidniški helikopter
Izvidniški helikopter (tudi opazovalni helikopter) je vrsta vojaškega helikopterja, ki je primarno namenjen izvidovanju bojišča.
Sprva so bili le lahki dvosedežni helikopterji, katerih edina naloga je bila opazovanje bojišča. Z razvojem vojaške in letalske tehnologije so na njih namestili tudi oborožitev, sprva le mitraljeze, nato pa tudi rakete. Danes večinoma delujejo v dvojni vlogi: izvidniški helikopter, ki je oborožen za protioklepno bojevanje.